# Grundsatz der Schadenseinheit
Der Grundsatz der Schadenseinheit beschreibt die Rechtsprechungspraxis des Bundesgerichtshofes (BGH) hinsichtlich der Verjährung von Schadensersatzansprüchen.

## Aussagen des Grundsatzes
Danach ist der Verjährungsbeginn des ersten aus einer schädigenden Handlung folgenden Schadens zugleich maßgebend für die Verjährung aller übrigen aus derselben schädigenden Handlung resultierenden vorhersehbaren Schäden, mögen sie auch unter Umständen erst viele Jahre später eintreten und bei dem Geschädigten zunächst noch zu keiner konkreten Vermögenseinbuße führen. Dabei geht der BGH in ständiger Rechtsprechung davon aus, dass die einzelnen Schadensposten (bei einem Verkehrsunfall könnte beispielsweise zwischen dem Sach- und dem Personenschaden unterschieden werden; der Personenschaden kann Heilungskosten, Schmerzensgeld, Ersatz für Verdienstausfall bzw. Minderung der Erwerbsfähigkeit oder gar der Beerdigungskosten und Hinterbliebenenrente umfassen) nur unselbständige Rechnungsposten eines einheitlichen Schadensersatzanspruchs seien; eine unerlaubte Handlung führt demnach auch nur zu einem einheitlichen Schadensersatzanspruch.

## Beginn der Verjährung
Der Beginn der regelmäßigen dreijährigen Verjährungsfrist setzt grundsätzlich voraus, dass der Gläubiger seinen gegen den Schuldner gerichteten Anspruch im Wege der Leistungsklage geltend machen kann. Dementsprechend formuliert das Bürgerliche Gesetzbuch in § 199 Abs. 1 BGB, dass die regelmäßige Verjährungsfrist mit dem Schluss des Jahres beginnt, in dem der Anspruch entstanden ist und der Gläubiger von den den Anspruch begründenden Umständen und der Person des Schuldners Kenntnis erlangt oder ohne grobe Fahrlässigkeit erlangen müsste. Die gerichtliche Geltendmachung des zunächst eingetretenen Schadens unterliegt insoweit keinen Einschränkungen, denn der Gläubiger kann für seine erlittene Vermögenseinbuße Ersatz von dem Schädiger im Wege der Leistungsklage verlangen. Ergeht in diesem Prozess ein Leistungsurteil zugunsten des Gläubigers, so leitet dies zugleich in die für rechtskräftig festgestellte Ansprüche geltende dreißigjährige Verjährungsfrist (§ 197 Abs. 1 Nr. 3 BGB) über. Für die zukünftigen Schäden, die noch zu keiner konkreten Vermögenseinbuße geführt haben, deren späterer Eintritt zwar vorhersehbar, aber keinesfalls sicher ist, droht wegen der „Schadenseinheit“ mit dem schon eingetretenen Schaden ebenfalls die Verjährung in spätestens vier Jahren. Hier steht dem Geschädigten die Leistungsklage nicht zur Verfügung, denn diese würde voraussetzen, dass der Geschädigte wegen der zukünftigen Schäden schon aktuell Leistung von dem Schädiger verlangen könnte, der Schadensersatzanspruch also bereits fällig ist.

## Feststellungsklage hinsichtlich vorhersehbarer zukünftiger Schäden
Den Ausweg aus dem Dilemma der drohenden Verjährung ohne korrespondierende Möglichkeit der Leistungsklage weist die Rechtsprechung mit der Feststellungsklage (§ 256 Abs. 1 ZPO), in der der Geschädigte die Feststellung begehrt, dass der Schädiger verpflichtet sei, dem Geschädigten auch jeden zukünftig aufgrund der schädigenden Handlung entstehenden Schaden zu ersetzen. Dieser Feststellung misst die Rechtsprechung die Bedeutung eines rechtskräftig festgestellten Anspruchs bei, auf den die dreißigjährige Verjährungsfrist des § 197 Abs. 1 Nr. 3 BGB Anwendung findet.

## Eigenständige Verjährung unvorhersehbarer Spätschäden
Ausgenommen von der „Klammerwirkung“ der Schadenseinheit sind unvorhersehbare Schäden. Hier hält die Rechtsprechung dem Geschädigten zugute, dass er zunächst keinen Anlass für eine Feststellungsklage sehen konnte, wenn er beispielsweise zunächst unzutreffend davon ausgegangen ist, nur eine ganz leichte vorübergehende Verletzung erlitten zu haben, die dann aber einen chronischen Verlauf nimmt. Für unvorhersehbare Schäden beginnt die Verjährungsfrist daher eigenständig in dem Zeitpunkt zu laufen, in dem die Voraussetzungen des § 199 Abs. 1 BGB vorliegen. Allerdings vertritt die Rechtsprechung einen verobjektivierten Vorhersehbarkeitsmaßstab, der die Fähigkeiten und Kenntnisse des einzelnen Geschädigten außer Betracht lässt. Insbesondere bei Körperschäden stellt der BGH regelmäßig auf die Sicht der jeweiligen medizinischen Fachkreise ab und legt somit den denkbar strengsten Maßstab an.

## Geschichte
Der Grundsatz der Schadenseinheit wurde bereits Anfang des 20. Jahrhunderts vom Reichsgericht (RG) entwickelt und spätestens ab 1913 dort schon als ständige Rechtsprechung bezeichnet. Die Grundlagen der längeren Entwicklung des Grundsatzes liegen aber bereits in einem Urteil des Preußischen Obertribunalgerichts aus dem Jahr 1846. Der Bundesgerichtshof hat die Rechtsprechung des Reichsgerichts weitgehend unverändert übernommen.

## Kritik
Der Grundsatz der Schadenseinheit wird in der Wissenschaft teilweise kritisch bewertet. Dabei stehen rechtsdogmatische Erwägungen im Vordergrund, es wird auf materiellrechtliche und prozessuale Mängel der Rechtsprechungspraxis hingewiesen und der praktische Nutzen der Schadenseinheit in Frage gestellt.